# Nāḩiyat Dālīyah
Nāḩiyat Dālīyah (arabiska: ناحية دالية) är ett subdistrikt i Syrien.   Det ligger i provinsen Latakia, i den västra delen av landet, 190 km norr om huvudstaden Damaskus.
Omgivningarna runt Nāḩiyat Dālīyah är en mosaik av jordbruksmark och naturlig växtlighet. Runt Nāḩiyat Dālīyah är det tätbefolkat, med 397 invånare per kvadratkilometer.